# Liste der Kulturdenkmale in Kauschwitz

Lage des Ortsteils Kauschwitz in Plauen

In der Liste der Kulturdenkmale in Kauschwitz sind die Kulturdenkmale des Plauener Ortsteils Kauschwitz verzeichnet, die bis August 2019 vom Landesamt für Denkmalpflege Sachsen erfasst wurden (ohne archäologische Kulturdenkmale). Die Anmerkungen sind zu beachten.
Diese Aufzählung ist eine Teilmenge der Liste der Kulturdenkmale in Plauen.

## Liste der Kulturdenkmale in Kauschwitz
| Bild           | Bezeichnung | Lage                                | Datierung | Beschreibung | ID       |
| -------------- | --- | ----------------------------------- | --- | --- | -------- |
| Weitere Bilder | Sowjetisches Ehrenmal | Alte Jößnitzer Straße (Karte)       | 1946–1948 | Errichtet als Denkmalanlage und Begräbnisort. Zwei Gemeinschaftsgräber für 678 sowjetische Zwangsarbeiter, die während des Zweiten Weltkrieges im Lager Holzmühle, einem Rüstungsbetrieb, umkamen. Stelen und Mauern (Höhe ca. 220 cm), belegt mit Theumaer Schieferplatten (ungleichmäßig behauener Fruchtschiefer), aufgeschraubte Schrifttafeln. Gedenkmauer, im unteren Drittel ehrender Text. | 09247375 |
|                | Gedenkstein für Opfer des Faschismus, sowjetische Zwangsarbeiter im Lager Holzmühle                                                        | Holzmühle (Karte)                   | Nach 1945 | Schlichter grabsteinartiger Stein mit erhabener Inschrift: „Hier litten und starben als Opfer des Faschismus 678 zwangsverschleppte Sowjetbürger in der Zeit vom 5.4.1943 bis 19.3.1945“. Aufstellung wahrscheinlich am Standort des Zwangsarbeiterlagers. Siehe auch sowjetische Gedenkstätte auf dem Kauschwitzer Friedhof. | 09247473 |
|                | Wohnstallhaus mit angebautem Seitengebäude und gegenüberliegendem Seitengebäude eines Bauernhofes                                          | Mühlgasse 2 (Karte)                 | Bezeichnet mit 1834 | Strukturell erhaltener Hof von sozial- und baugeschichtlichem Wert. Wohnhaus: Erdgeschoss massiv und verputzt, Fachwerk-Obergeschoss mit regelmäßigem zweiriegeligem Fachwerk mit Eckstreben, Fensteröffnungen in originaler Größe, das Fachwerk heute aufgebrettert, Wohnhaus mit Walmdach, Seitengebäude mit Pultdach, Dächer mit altdeutscher Schieferdeckung, kleine Gauben mit Satteldächern, Inschrift auf Verschieferung der Gauben: „Gott segne mein Haus 1909“. | 09247380 |
|                | Wohnstallhaus eines ehemaligen Dreiseithofes                                                                                               | Syrauer Straße 3 (Karte)            | Um 1720 | Wohnstallhaus eines ehemaligen Dreiseithofes, in dominanter Ortslage, baugeschichtlich von Bedeutung. Durch ein Entstehungsdatum um 1720 gehört das Gebäude bereits zur ältesten Generation noch erhaltener Holzbauweise, daher Alterswert. Zweigeschossig, Fachwerk-Obergeschoss, engstieliges Fachwerk mit K-Streben, nur vordere Haushälfte mit Stube als Denkmal ausgewiesen, Krüppelwalmdach, Giebeldreieck Fachwerk, im Erdgeschoss vermutlich Reste der Blockstube, allerdings größtenteils massiv ersetzt, in Stube alte Holzeinschubdecke mit breitem, wenig profiliertem Unterzug, traufseitiger massiver Anbau unter Schleppdach. | 09247376 |
|                | Ehemaliger Gasthof | Syrauer Straße 8 (Karte)            | Um 1905 | Im Schweizer Stil erbautes Haus von baugeschichtlicher und ortsgeschichtlicher Relevanz. Eingeschossiger Putzbau mit hohem Sockelgeschoss, pittoreskem Zierfachwerk-Drempel, überstehendem Krüppelwalmdach mit Ausbauten. Die Fenstergewände aus Gussstein, der Gastraum durch Thermenfenster erkennbar. | 09247377 |
|                | Wohnstallhaus | Syrauer Straße 14a (Karte)          | 18. Jahrhundert | Regional- und zeittypisches Zeugnis der Holzbauweise, von baugeschichtlicher Bedeutung. Zweigeschossig, Erdgeschoss massiv und modernisiert, Fensterproportionen und -anordnung annähernd beibehalten, Obergeschoss mit regelmäßigem Fachwerk mit Eckstreben, Fenster vermutlich leicht vergrößert, breites Krüppelwalmdach verschiefert. | 09306536 |
| Weitere Bilder | Jüdischer Friedhof Plauen-Kauschwitz (Sachgesamtheit)                                                                                      | Tannenhof 7 (Karte)                 | Ende 19. Jahrhundert (Friedhof); nach 1990 (VdN/OdF) | Sachgesamtheit Jüdischer Friedhof Plauen-Kauschwitz: Feierhalle, Grabmäler der Gemeindemitglieder, Mauer, Ziergitterzaun mit Ziergittertoren, Wegesystem, Kastanienallee, Kastanienreihe, Rotbuche und Eibenpaar (Sachgesamtheitsteile) sowie Kriegerdenkmal für die im Ersten Weltkrieg Gefallenen der Israelitischen Religionsgemeinschaft Plauen (siehe Einzeldenkmale 09299809 unter gleicher Anschrift); gut erhaltene Anlage von großem geschichtlichen Wert. Der Friedhof ist eine gut erhaltene Anlage von großem geschichtlichen Wert. Er diente dem gesamten Vogtland als Begräbnisstätte der ansässigen jüdischen Bevölkerung. 1898 Kauf eines 1,38 ha großes Waldgrundstücks durch die israelitische Religionsgemeinschaft von Plauen vom Kauschwitzer Rittergutsbesitzer für die Anlage eines jüdischen Begräbnisplatzes, ein Drittel dieses Grundstückes wurde als Friedhof ausgewiesen, 1899 Weihe und Fertigstellung der Feierhalle sowie erste Bestattung (Grab 39). 1948 Wiedereröffnung der Feierhalle, 1988 Umgestaltung der Feierhalle zur Gedenkstätte, 1996–1998 Restaurierung und Sanierung. 2000 Errichtung einer Stele zum Gedenken an die von den Faschisten ermordeten Angehörigen der ehemaligen Plauener Juden. In den Kriegsjahren 1939–45 wurden Bewohner der Plauener Ghettohäuser hier auf dem Friedhof bestattet, ab 1942 auch Bestattung von Zwangsarbeitern aus dem Lager Holzmühle in Massengräbern und Urnen, die in der Feierhalle abgestellt wurden. Nach dem Zweiten Weltkrieg wurden diese Begräbnisse aufgelöst und die Toten sowie die Urnen auf den Hauptfriedhof überführt. Mit dem Tod ihres letzten Vorsitzenden David Stiefel (Grab *Nr. 22) erlosch 1957 die israelitische Religionsgemeinschaft Plauen. Eigentümer des Friedhofes ist heute der Verband der Jüdischen Gemeinde Sachsen/Thüringen. | 09247263 |
| Weitere Bilder | Kriegerdenkmal für die im Ersten Weltkrieg gefallenen Mitglieder der jüdischen Gemeinde (Einzeldenkmal zu ID-Nr. 09247263)                 | Tannenhof 7 (Karte)                 | 1926 | Einzeldenkmal der Sachgesamtheit Jüdischer Friedhof Plauen-Kauschwitz; Denkmal von personengeschichtlicher und ortsgeschichtlicher Bedeutung. Bruchstein grob behauen, vor der Kapelle, mit der Inschrift: „UNSEREN GEFALLENEN HELDEN 1914–1918 ... Friedrich Beutler, Michael Gath, Moritz Grölinger, Karl Hamburger, Max Herrmann, David Regensburger, Laser Reiter, Mordko Lausberg, Emanuel Zernik“. | 09299809 |
| Weitere Bilder | Historische Wehranlage des Syrabachs zur Speisung des Teiches in der Parkanlage des Ritterguts (Einzeldenkmal zu ID-Nr. 09301713)          | Zwoschwitzer Straße (Karte)         | 19. Jahrhundert | Einzeldenkmal der Sachgesamtheit Rittergut Kauschwitz; von orts- und technikgeschichtlichem Wert | 09306652 |
|                | Wohnstallhaus eines Bauernhofes (vermutlich Vierseithof)                                                                                   | Zwoschwitzer Straße 7 (Karte)       | Um 1900 | Als spätes Beispiel ländlichen Bauens von baugeschichtlichem Wert. Zweigeschossiger roter Klinkerbau, Gurtgesims, vereinfachte Segmentbogenfenster mit Schlusssteinen, flachgeneigtes Satteldach, profiliertes Kranzgesims, Giebeldreieck mit 2 Rundbogenfenstern, Sockel mit Diamantquaderung, Fenster mit Granitgewänden. | 09247384 |
|                | Sachgesamtheit Rittergut Kauschwitz | Zwoschwitzer Straße 9, 11 (Karte)   | Vor 1600 (Reste des Ursprungsbau Herrenhaus); 17. Jahrhundert (Wirtschaftsgebäude); 1765 (Erneuerung des Herrenhauses); 1769 (1806) Dendro Nordwestflügel | Sachgesamtheit Rittergut Kauschwitz, bestehend aus den Einzeldenkmalen: ehemaliges Herrenhaus, gegenüberliegendes Wirtschaftsgebäude und Granitwassertröge (Zwoschwitzer Str. 11, 09247381), Kapelle (Zwoschwitzer Str. 9, 09247382) und Kriegerdenkmal für die Gefallenen des Ersten Weltkrieges (vor Zwoschwitzer Straße 9, 09247383), historische Wehranlage der Syra zur Speisung des Teiches in der Parkanlage (Zwoschwitzer Straße, 09306652) und Parkanlage; das Ortsbild maßgeblich prägende Bestandteile des ehemaligen Gutshofes von großem orts- und baugeschichtlichem Wert | 09301713 |
| Weitere Bilder | Kapelle (Einzeldenkmal zu ID-Nr. 09301713)                                                                                                 | Zwoschwitzer Straße 9 (Karte)       | Mittelalterlich (Wehrturm); 1764 (Ölgemälde); 1770 (Orgel)                                                                                                | Einzeldenkmal der Sachgesamtheit Rittergut Kauschwitz; auf einer Wallinsel gelegener mittelalterlicher Wehrturm, der im 18. Jahrhundert zu einer Kapelle umgebaut wurde, besondere baugeschichtliche und ortsgeschichtliche Bedeutung. Durch Rittergutsbesitzer Adam Friedrich von Watzdorf zu Kapelle umgebaut, aus dieser Zeit Treppenbau aus Fachwerk, das Dach und die Innenausstattung. Restaurierungen 1890, 1936 und 1992/93. Rotunde aus verputztem Bruchstein, Dach verschieferter Kegelstumpf mit Laterne und Zwiebel, Westseite Treppenturm mit Mansarddach, durch Pilaster und Gesimse gegliedert. Innen flachgeneigter heller Zentralraum mit umlaufender zweigeschossiger Empore, Kanzelaltar, qualitätvolles Oelgemälde Himmelfahrt Christi von Christian Friedrich Zimmermann (datiert 1764), Orgel von 1770 von Johann Gottlob Trampeli (nur Prospekt erhalten). | 09247382 |
|                | Kriegerdenkmal für die Gefallenen des Ersten Weltkrieges (Einzeldenkmal zu ID-Nr. 09301713)                                                | Zwoschwitzer Straße 9 (bei) (Karte) | Nach 1918 | Einzeldenkmal der Sachgesamtheit Rittergut Kauschwitz; ortsgeschichtlicher Wert. Stein mit Inschriften ("Die Toten mahnen"), Granitsockel mit sarkophagähnlichem Aufbau, darauf Helm. | 09247383 |
|                | Ehemaliges Herrenhaus sowie gegenüberliegendes Wirtschaftsgebäude (Stallscheune) und Granitwassertröge (Einzeldenkmale zu ID-Nr. 09301713) | Zwoschwitzer Straße 11 (Karte)      | 1765 (Erneuerung des Herrenhauses); 1769 (1806) Dendro Nordwestflügel; vor 1600 (Reste des Ursprungsbau Herrenhaus); 17. Jahrhundert (Wirtschaftsgebäude) | Einzeldenkmale der Sachgesamtheit Rittergut Kauschwitz; das Ortsbild maßgeblich prägende Bestandteile des ehemaligen Gutshofes von großem orts- und baugeschichtlichem Wert. Erneuerung Herrenhaus in heutiger Form, hinterer Teil des Erdgeschosses 16. oder 17. Jahrhundert, im Erdgeschoss des Herrenhauses Kreuzgratgewölbe. Stallgebäude: Reste 17. Jahrhundert, Erdgeschoss Bruchstein verputzt, Obergeschoss massiv verputzt, am Giebeldreieck Fachwerk regelmäßig, Eckstreben, engstielig, Krüppelwalmdach mit Schieferdeckung, Schleppgauben. | 09247381 |
|                | Ehemalige Schule, später Gemeindeamt | Zwoschwitzer Straße 19 (Karte)      | Nach 1900 | Historisierender Ziegelbau von baugeschichtlichem und ortsgeschichtlichem Wert. Zweigeschossiges rotes Klinkergebäude auf Putzsockel, zentraler Eingang in zweiachsigem dreiecksgegiebeltem Mittelrisalit, weitere zehn Achsen der Trauffront, flaches Walmdach, verkröpftes Gurtgesims trennt die Geschosse optisch, im Erdgeschoss Segmentbogenfenster, im Obergeschoss Rechteckfenster. | 09247385 |

## Tabellenlegende
- Bild: Bild des Kulturdenkmals, ggf. zusätzlich mit einem Link zu weiteren Fotos des Kulturdenkmals im Medienarchiv Wikimedia Commons. Wenn man auf das Kamerasymbol klickt, können Fotos zu Kulturdenkmalen aus dieser Liste hochgeladen werden:
- Bezeichnung: Denkmalgeschützte Objekte und ggf. Bauwerksname des Kulturdenkmals
- Lage: Straßenname und Hausnummer oder Flurstücknummer des Kulturdenkmals. Die Grundsortierung der Liste erfolgt nach dieser Adresse. Der Link (Karte) führt zu verschiedenen Kartendiensten mit der Position des Kulturdenkmals. Fehlt dieser Link, wurden die Koordinaten noch nicht eingetragen. Sind diese bekannt, können sie über ein Tool mit einer Kartenansicht einfach nachgetragen werden. In dieser Kartenansicht sind Kulturdenkmale ohne Koordinaten mit einem roten bzw. orangen Marker dargestellt und können durch Verschieben auf die richtige Position in der Karte mit Koordinaten versehen werden. Kulturdenkmale ohne Bild sind an einem blauen bzw. roten Marker erkennbar.
- Datierung: Baubeginn, Fertigstellung, Datum der Erstnennung oder grobe zeitliche Einordnung entsprechend des Eintrags in der sächsischen Denkmaldatenbank
- Beschreibung: Kurzcharakteristik des Kulturdenkmals entsprechend des Eintrags in der sächsischen Denkmaldatenbank, ggf. ergänzt durch die dort nur selten veröffentlichten Erfassungstexte oder zusätzliche Informationen
- ID: Vom Landesamt für Denkmalpflege Sachsen vergebene, das Kulturdenkmal eindeutig identifizierende Objekt-Nummer. Der Link führt zum PDF-Denkmaldokument des Landesamtes für Denkmalpflege Sachsen. Bei ehemaligen Kulturdenkmalen können die Objektnummern unbekannt sein und deshalb fehlen bzw. die Links von aus der Datenbank entfernten Objektnummern ins Leere führen. Ein ggf. vorhandenes Icon  führt zu den Angaben des Kulturdenkmals bei Wikidata.

## Ausführliche Denkmaltexte
1. ↑  Jüdischer Friedhof Plauen-Kauschwitz:

Bauliche Schutzgüter:

  - Einfriedungen: Ziergitterzaun entlang der Straße Am Tannenhof, geputzte Ziegelmauer an der Ostgrenze des Begräbnisplatzes
  - Zugänge: Zufahrt mit zweiflügeligem Ziergittertor mit Davidstern, Zugang mit einflügeligem Ziergittertor mit Davidstern
  - Friedhofskapelle:  rechteckiger Grundriss, einfacher eingeschossiger Zweckbau, im Inneren ohne Ausstattungselemente, schlichter Rechtecksaal mit Apsis, Tür an der Traufseite mit Freitreppe, Bruchsteinsockel, vorgelagerte Pilaster,  flachgeneigtes Satteldach, Fenster und Tür spitzbogig abschließend, giebelseitig ebenfalls Eingang, originale Türen
  - Wege und Plätze:  wassergebundene Decke zum Teil mit hochkant gesetztem Schiefer begrenzt

Vegetative Schutzgüter:

  - Alleen: zweireihige, gegenständige Kastanienallee (Aesculus hippocastanum) entlang des Mittelweges, Kastanienreihe (Aesculus hippocastanum) entlang des östlichen Erschließungsweges
  - Einzelbäume: Rotbuche (Fagus sylvatica) und zwei Eiben (Taxus baccata) in Grabfeld V in Verbindung mit der Grabgestaltung

Sepulkrale Schutzgüter (Nummerierung der Grabmale nach Schmidt, Waltraud: Der Jüdische Friedhof Plauen):

  - Nr. 3: Grabmal Leopold Lehmann, 1937
  - Nr. 4: Grabmal Lina Brandt, 1934
  - Nr. 5: Grabmal Tanchem Schifflinger, 1934
  - Nr. 7: Grabmal Markus Weinheber, 1934
  - Nr. 8: Grabmal Dora Rudich, 1935
  - Nr. 9, 10, 10a: Grabmal Elfriede Blitz (1938, ohne Stein), Grabmal Moritz Braunhart (1939, ohne Stein) und Grabmal Isak Kurt Kohn (1998)
  - Nr. 15: Kindergrab Gerda Selowsky, 1931
  - Nr. 16: Grabmal Werner Manfred Langgut, Kindergrab, 1924
  - Nr. 17: Grabmal Heinz Franken, 1913
  - Nr. 18: Grabmal Simeon Kupferstein, Stein 1911
  - Nr. 19: Grabmal Prediger Emanuel Heimann und Berta Heimann, 1931 (Emanuel Heimann) und 1941 (Berta Heimann)
  - Nr. 20: Grabmal Markus Pohoryles, ehemaliger  Vorsitzender der Chewra Kadischa Plauen, 1935
  - Nr. 21: Grabmal Albert Wertheimer, 1939
  - Nr. 22: Grabmal David Stiefel, 1957, letzter Vorstand der Israelitischen Religionsgemeinde in Plauen
  - Nr. 23: Grabmal Sahla Narzissenfeld, 1934
  - Nr. 24: Grabmal Johanna Mahler, 1934
  - Nr. 25: Grabmal Julius Rothfels, 1933
  - Nr. 26: Grabmal Max Löwenthal, 1933
  - Nr. 27: Grabmal Nathan Brand, 1933
  - Nr. 28: Grabmal Rosa Scheiner, 1933
  - Nr. 29: Grabplatte für Emilie Zöbisch (gehört nicht zu Grabstätte)
  - Nr. 30: Grabmal Chajja Golda Blumenstock, geborene Neumann, 1932
  - Nr. 31: Grabmal Julius Bleiweiß, 1932
  - Nr. 32: Grabmal Schimon, Sohn des Herrn Chajjim, keine Angaben
  - Nr. 33: Grabmal Chaskel Grünberg, Glasmann, 1931
  - Nr. 34: Grabmal Sahra Lima Goldstein, 1933
  - Nr. 35: Grabmal Frau Chaja Esther Segal, 1930
  - Nr. 36: Grabmal Chaja Rachel Reifen, 1930
  - Nr. 37: Grabmal Adolf Simon und Selma Simon, 1925, ursprünglich Vorsteher der Israelitischen Religionsgemeinschaft Gemeinde Plauen
  - Nr. 38: Grabmal Ernestiene Simon und Dr. med. Hermann Simon, 1906
  - Nr. 39: Grabmal Hermann Braun, 1899, erstes Grab auf diesem Friedhof
  - Nr. 40: Grabmal Anna Kiesel, geborene Bromberg, 1900
  - Nr. 41: Grabmal Hermann Mayer, 1910
  - Nr. 42: Grabmal Eduard Eisner, 1900
  - Nr. 44: Grabmal Hedwig Ellgutter, geborene Lasker, Anfang 20. Jahrhundert
  - Nr. 47: Hugo Maerle 1877–1907
  - Nr. 48: Grabmal Karl Oesterreicher, 1920
  - Nr. 49: unbekannt ohne Stein
  - Nr. 50:Grabmal Anna Rosenzweig, 1909
  - Nr. 51: Grabmal für Max Magnuszew, 1911
  - Nr. 52:Kurt Hammel, 1910
  - Nr. 53: Sophie Hirschberg, 1911
  - Nr. 54: Willi Stahl 1911
  - Nr. 55: Fritz Jakob Sittner, 1911
  - Nr. 57: Grabmal Schmul-Perets, der Lewit
  - Nr. 59: Grabmal Hermann Feigenheimer, 1913
  - Nr. 60: Grabmal Emil Rothschild, Emil und Henriette Rothschild, 1913
  - Nr. 61: Grabmal Rifka Schaja, 1917
  - Nr. 63: Frau Lea Lutzki,  ohne Jahreszahl
  - Nr. 64: Heinrich Kahan, 1914
  - Nr. 65: Grabmal Sali Waldmann, 1914
  - Nr. 67: nicht lesbar
  - Nr. 68: nicht lesbar
  - Nr. 69: Grabmal Isidor Ellgutter, 1926
  - Nr. 70: Grabmal Abraham Alexandrowitz, 1930
  - Nr. 71: Grabmal Unbekannt
  - Nr. 72: Grabmal Rosa Lewin, 1927
  - Nr. 73: Grabmal Josef Schreiner, 1926
  - Nr. 74: Grabmal Kaufmann Efraim Salomon Bendersky, 1927
  - Nr. 75: Grabmal Gustav Bick, 1928
  - Nr. 76: Grabmal David Kempinsky, 1928
  - Nr. 77: Grabmal Chaim Boruch Kurz, 1928
  - Nr. 78: Grabmal Isidor Frey und Pauline Frey, 1937
  - Nr. 79: Grabmal Frau Bertha Kohn, geborene Hirsch, 1929
  - Nr. 80: Grabmal Adolf Wagschal, 1929
  - Nr. 81: Grabmal Alfred Katzenstein, 1929
  - Nr. 82: Grabmal Henriette Rautenberg, geborene Munter, 1927
  - Nr. 83: Grabmal Maria Kuniansky, 1926
  - Nr. 84: Grabmal Abraham Lang, 1925
  - Nr. 85: Grabmal Leiser B. Kaliski, 1925
  - Nr. 86: Grabmal Max Ludwig Flink, 1924
  - Nr. 87:  Grabmal Ida Pfingst, 1924
  - Nr. 88: Grabmal Hillel (Hiller) Schreiner, 1924
  - Nr. 89: Grabmal Huna Zmigrod Rosenbaum Abraham Schwarz, 1924
  - Nr. 89: Grabmal Frieda Schwarz, verw. Rosenbaum, 1929
  - Nr. 90: Grabmal Feiga Markus, geborene Salomonowitz, 1924
  - Nr. 92: Grabmal Paula Rothfels, 1923
  - Nr. 93: Grabmal nicht lesbar
  - Nr. 94: Grabmal Feiga Kesten, geborene Schwimmer, Sterbedatum unbekannt
  - Nr. 95: Grabmal stark verwittert, nicht lesbar
  - Nr. 96: Grabmal Alfons Meier, 1921
  - Nr. 97: Grabmal Salomon Taus, 1921
  - Nr. 98: Grabmal Kaufmann Moritz Cohn und Johanna Cohn, 1922
  - Nr. 99: Grabmal Richard Bleiweiß, 1923
  - Nr. 100: Grabmal Leopold Friedmann (weiter nicht lesbar)
  - Nr. 101: Grabmal Channa Kohn, geborene Kempinsky, 1922
  - Nr. 103: Grabmal Charlotte Lewin, 1921
  - Nr. 104: Grabmal Arnold Billet, 1921
  - Nr. 105: Grabmal Gustine Kohn, geborene Marx, 1921
  - Nr. 106: Grabmal Netti Licht, geborene Wertheimer, 1919
  - Nr. 107: Grabmal nicht lesbar
  - Nr. 108: Grabmal Johanna Hoffmann, 1918
  - Nr. 109: Grabmal nicht lesbar
  - Nr. 110: Grabmal Aron Faerber, 1918
  - Nr. 111: Grabmal Hersch Leiser God, 1918
  - Nr. 112: Grabmal Elise Lina Helen Feldmeier, geborene Mandelbaum, 1910
  - Nr. 113: Grabmal Bernhard Wolf, 1912 oder 1919?
  - Nr. 114: Grabmal Regina Rosenbaum, 1910 (Louis Rosenbaum) und 1923 (Regina Rosenbaum)
  - Nr. 115: Grabmal Jacob Born, 1913 (Jacob Born) und 1958 (Alfred Born, ist ausgewandert und nicht in Plauen beerdigt)
  - Nr. 116: Grabmal Arnold Frank, 1913 und Minna Frank, geborene Mendelsohn, 1928, Grabanlage von 1913
  - Nr. 117: Grabmal Elimelech Reifen, 1915
  - Nr. 118: Grabmal Henriette Hammel, geborene Kurz sowie Meyer-Hammel, 1920 (Henriette Hammel) und 1932 (Meyer-Hammel)
  - Nr. 119: Grabmal Henny Lippmann, geborene Jordan, 1922
  - Nr. 120: Grabmal Hermann Rosenbaum, 1937 (Herrmann Rosenbaum) und 1922 (Siegfried Rosenbaum)
  - Nr. 121: Grabmal Familie Joseph Beutler, 1924
  - Nr. 122: Grabmal Hermann Jakobus, 1925
  - Nr. 123: Grabmal Max Steinberg, 1927
  - Nr. 124: Grabmal Benno  Strelitz, 1928
  - Nr. 125: Grabmal Olga Pollack, geborene Wolf, 1936
  - Nr. 127: ursprünglich als Grab angelegt aber nur Gedenktafeln
  - Nr. 128: Grabmal Alex Löwenthal, 1942 nach Theresienstadt deportiert, gestorben im KZ Treblinka, liegender Grabstein
  - Gemeinschaftsgrab mit folgender Inschrift: „Hier wurden während der Nazizeit begraben: Josef Richheimer, 1939, David Präger, 1942, Gesel Balbus, 1942, Frau Levi, 1942, Frau verw. Anna Schmoller, 1942“
  - ursprünglich Familiengrab: dort begraben Ernst Goldberg, 1938 verstorben, sowie zwei Grabplatten für Willi Kohn, 1940 im KZ Sachsenhausen umgebracht, sowie Julius Pfingst, 1942 im KZ Buchenwald umgebracht
  - Gedenkstein für die während der Zeit von 1933 bis 1945 ermordeten Mitglieder der Jüdischen Gemeinde Plauen mit Inschrift „Solches wird aufgeschrieben für das kommende Geschlecht. In Erfurcht und Schmerz beugen wir unsere Häupter zum Andenken an die Mitglieder der Jüdischen Gemeinde Plauen, die unter der Naziherrschaft 1933 bis 1945 ermordet  wurden.“, Stein nach 1990, Standort vor der Kapelle